# COROT-12 b
COROT-12 b – planeta pozasłoneczna typu gorący jowisz, znajdująca się w kierunku konstelacji Jednorożca w odległości około 3750 lat świetlnych od Ziemi. Została odkryta w 2010 roku przez satelitę COROT.
Planeta ta ma masę nieznacznie mniejszą od masy Jowisza oraz promień o 44% większy od promienia Jowisza. Oznacza to, że COROT-12 b należy do typu gorących jowiszy rozdętych przez temperaturę i promieniowanie gwiazdy. Planeta ta obiega swoją gwiazdę z okresem ok. 3 dni.
| Jowisz | COROT-12 b |
| ------ | ---------- |
|        |            |